# Ludwik Suda
Ludwik Suda (ur. 25 listopada 1883 w Latowiczu, zm. 1947) – polski nauczyciel i polityk.

## Życiorys
Po ukończeniu Seminarium Nauczycielskiego w Siennicy działał w tajnej oświacie. Pojmany i więziony przez Rosjan w Modlinie i Brześciu nad Bugiem. Po zwolnieniu z więzienia wyjechał do Zurychu, gdzie w 1909 ukończył studia. Do kraju powrócił w 1920 i podjął działalność w oświacie – został Inspektorem Seminarium Nauczycielskiego, a w 1926 – sekretarzem generalnym Związku Nauczycieli Szkół Powszechnych. Od 1928 pełnił z listy PSL „Wyzwolenie” mandat posła na Sejm II RP.